# Sinusrhythmus

Phasen des Sinusrhythmus

Sinusrhythmus bezeichnet den normofrequenten, regelmäßigen Herzschlag des Menschen. Er entsteht im Sinusknoten im rechten Herzvorhof. Die Erregung des Herzens und nachfolgend die Herzmuskelkontraktion breitet sich von dort zunächst über die Vorhöfe zum AV-Knoten und dann weiter auf die Herzkammern aus. Aus dieser anatomischen Lage und elektrophysiologischen Reizweiterleitung heraus muss in Abgrenzung zum ektopen Vorhofrhythmus die elektrische Herzachse nach links unten zeigen, d. h. eine positive P-Welle in der Extremitätenableitung II erkennbar sein neben den normalen Kriterien im EKG für eine rhythmische Herzaktion.

## Kriterien im EKG
- Regelmäßige P-Wellen
- Normal konfigurierte P-Wellen mit normalem Vorhofvektor
- Konstante PP-Intervalle
- Beantwortung jeder P-Welle durch einen QRS-Komplex

## Pathologien
Je nach Alter und Geschlecht wird eine Frequenz von 60 bis 100 Schlägen pro Minute als normal bezeichnet. Wird der normale Herzschlag zu langsam (z. B. beim Schlafen), bezeichnet man dies als Sinusbradykardie, zu schnellen Herzschlag (z. B. bei Anstrengung) nennt man Sinustachykardie. Unregelmäßige Sinusrhythmen, das heißt unregelmäßige Schlagfolgen des Herzens, die von unregelmäßiger Reizbildung des Sinusknotens ausgehen, werden als Sinusarrhythmie bezeichnet.

Krankhafte Abweichungen in der Entstehung (Reizbildungsstörung) oder Weiterleitung der Herzerregung (Erregungsleitungsstörung) werden als Herzrhythmusstörungen bezeichnet und im Falle des Ursprungs im Sinusknoten auch unter dem Begriff Sick-Sinus-Syndrom zusammengefasst.